# Neunhausen
Neunhausen (lussemburghese: Néngsen) è un comune soppresso del Lussemburgo nord-occidentale e frazione del comune di Esch-sur-Sûre. Si trova nel cantone di Wiltz, nel distretto di Diekirch.
Il 1º gennaio 2012 il comune di Neunhausen si è fuso con il comune di Heiderscheid nel comune di Esch-sur-Sûre.

## Comune soppresso
Oltre al centro abitato di Neunhausen, facevano parte del comune soppresso anche le località di Bonnal, che ne era il capoluogo, Insenborn e Lultzhausen.
Nel 2011, il comune di Neunhausen contava 329 abitanti su un territorio di 11,85 km².

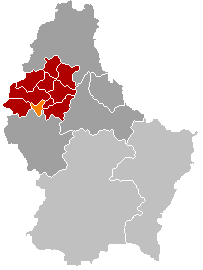
Territorio del comune di Neunhausen, confluito dal 2012 nel comune di Esch-sur-Sûre